# Hanuman

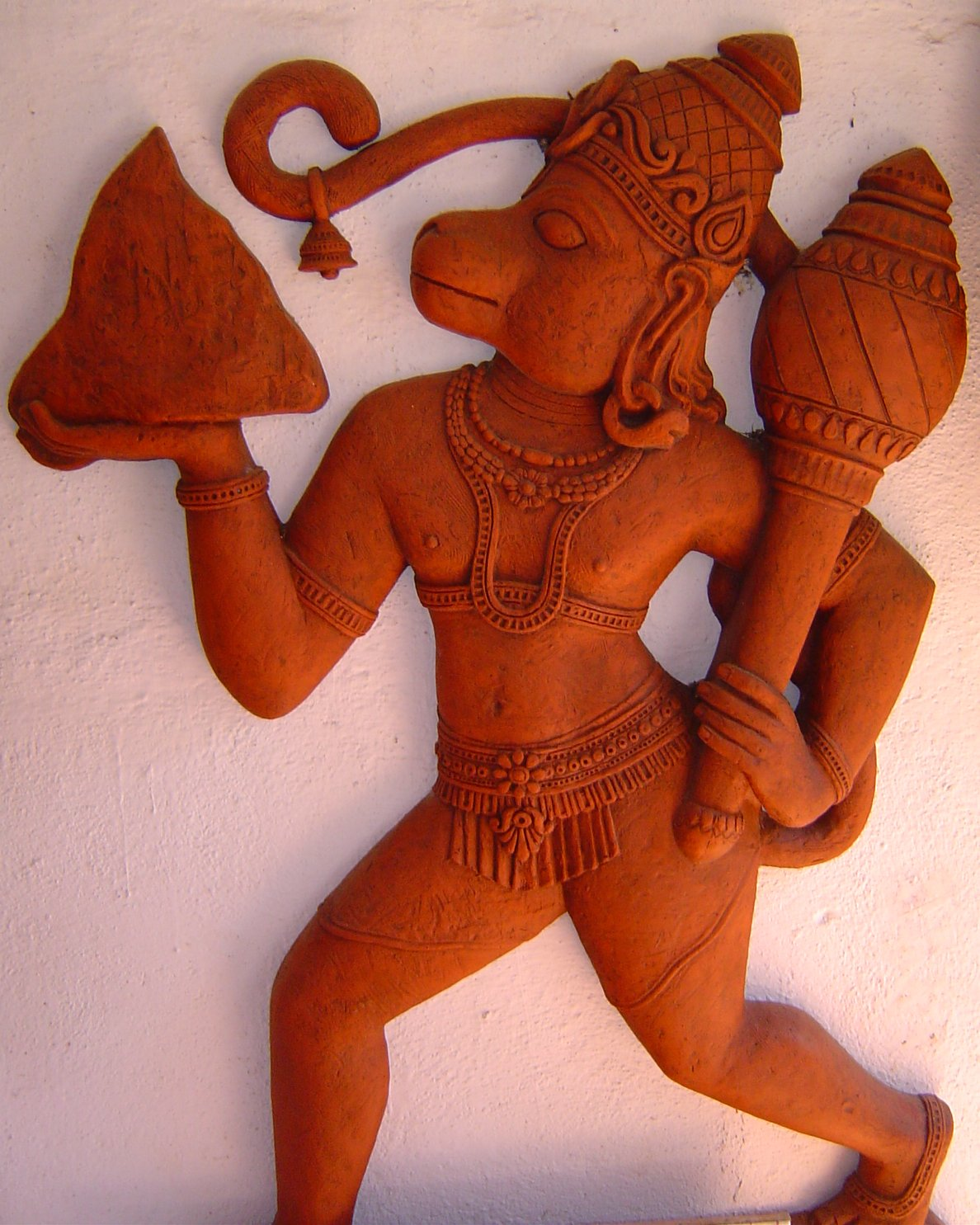
Statuetta di Hanuman in terracotta.

Nell'Induismo,  Hanuman (devanagari: हनुमत्; nominativo singolare हनुमान् Hanumān), anche noto come Anjaneya, è una delle figure più importanti del poema epico indiano Ramayana; è un vanara (razza di uomini-scimmia) che aiutò Rama (avatar di Visnù) a liberare la sua consorte, Sita, dal re rakshasa Ravana.
Simboleggia la bhakti, ed è talvolta considerato l'undicesimo avatar Rudra di Shiva (Rudra è una forma di Shiva nei Rig Veda); è conosciuto come figlio (spirituale) del deva Vayu, la divinità induista del vento.
Secondo alcuni studiosi la sua epica avrebbe ispirato nella mitologia cinese la figura di Sun Wukong, poi reso famoso dal romanzo Il viaggio in Occidente.
Hanuman è la personificazione di saggezza, brahmacharya (celibato), bhakti (devozione), giustizia, onestà e forza; questo si manifesta nel suo incrollabile impegno per la giustizia, impeccabile esecuzione degli incarichi che gli sono affidati, e infallibile talento nel servire il suo padrone prescelto. Il suo indispensabile ruolo nel riunire Rama con Sita è accostato da alcuni a quello di un maestro che aiuta l'anima individuale a scoprire il divino; sebbene per i non-induisti potrebbe sembrare strano venerare una scimmia, ciò si spiega nella venerazione per gli attributi inumani che rappresenta.
Non c'è benedizione che non possa concedere: Sita gli garantì il potere di concedere le otto siddhi e nove tipi di ricchezza; tuttavia anche questo impallidisce dinanzi al dono più grande che si può ricevere da lui: le incredibili qualità di elevazione spirituale per cui Hanuman stesso è famoso. Si dice anche che mentre Rama agisca per spirito di giustizia, Hanuman agisca per compassione.
È facilmente raggiungibile anche solo recitando il mantra 'Ram'; d'altra parte si dice che un modo molto efficace per raggiungere Rama sia di venerare Hanuman - lo Hanuman Chalisa ha un verso che recita "Tumharae bhajan Ram ko pavaae", cioè "Cantando inni su di te, Rama è raggiunto".

## Nascita
Hanuman nacque nel Treta yuga, figlio di Anjana, una vanara (Hanuman è perciò chiamato Anjaneya, cioè 'figlio di Anjana'); Anjana era in realtà una apsara (creatura celeste) di nome Punjikasthala, che, a causa di una maledizione, nacque sulla Terra come una vanara. L'unico modo per rimuovere la maledizione era che partorisse un'incarnazione di Shiva. Anjana era moglie di Kesari, un fortissimo vanara che una volta aveva ucciso da solo un grande elefante che infastidiva saggi e eremiti; fu perciò chiamato 'Kesari' (leone) e con l'appellativo Kunjara Sudana (uccisore di elefanti - sic). Insieme a Kesari, Anjana pregò intensamente il dio Shiva; commosso dalla loro devozione, Shiva gli concesse quel che desideravano.
Mentre Anjana stava venerando il dio Shiva, Dasharatha, re di Ayodhya, stava recitando il Putrakama Yajña per chiedere dei figli; il suo desiderio fu esaudito, e ricevette del budino sacro, da dividere con le sue tre mogli. Questo portò alla nascita di Rāma, Lakshmana, Bharata e Shatruguna. Per volere divino, un nibbio rubò un frammento del budino, e lo lasciò cadere sulla foresta in cui Anjana era in venerazione; Vāyu, divinità induista del vento, portò il budino nelle mani di Anjana, che lo mangiò, e rimase incinta di Hanuman come conseguenza.

## Infanzia, educazione e maledizione
Il padre spirituale di Hanuman è Vayu (noto anche come Marut, Pavan, ecc.); perciò Hanuman è anche chiamato Pavan-putra ('figlio di Pavan') o Maruti.
Ereditò le qualità del padre, come la velocità nel volo, la resistenza fisica e una forza sovrumana; da bambino, credendo che il Sole fosse un frutto maturo, spiccò il volo per coglierlo. Indra, re dei deva e divinità della pioggia e dei temporali, osservando questa scena rivolse la sua arma, vajra (fulmine), contro Hanuman, che ricadde in terra rompendosi il mento e perdendo conoscenza. Infuriato, Vayu dichiarò sciopero e portò con sé l'atmosfera: quando ormai tutti gli esseri viventi erano in pericolo d'asfissia, Indra per far la pace con Vayu annullò gli effetti del suo fulmine, e i deva curarono Hanuman e lo benedissero, ma rimase la cicatrice sul suo mento (hanuh in sanscrito).
Riconoscendo Surya come maestro onnisciente, Hanuman portò il suo corpo in orbita attorno al Sole e gli chiese di accettarlo come discepolo: Surya rifiutò, spiegando che poiché viaggiava sempre sul suo carro sarebbe stato impossibile per Hanuman imparare qualcosa. Per nulla preoccupato dal viaggio di Surya, Hanuman ingigantì il suo corpo; pose una gamba ad occidente e l'altra a oriente, con la faccia rivolta al Sole, e ripeté la sua richiesta. Compiaciuto dalla sua insistenza, Surya accettò; Hanuman allora seguì Surya in tutto il suo percorso, e apprese tutto il suo sapere. Quando poi Hanuman chiese a Surya di accettare la sua 'guru-dakshina' (tributo al maestro), questi rifiutò, affermando che il piacere di insegnare a qualcuno così dedito era il miglior tributo; Hanuman insistette, e allora Surya gli chiese di ricambiare aiutando il suo figlio spirituale Sugriva. La scelta di Hanuman di avere Surya per maestro indica Surya come Karma Saakshi, testimone eterno di tutte le cose.
Hanuman era malizioso nella sua infanzia, e talvolta infastidiva i saggi in meditazione rubando le loro cose o disturbandoli mentre recitavano le loro venerazioni; trovando le sue azioni insopportabili, ma rendendosi conto che Hanuman era solo un bambino, (sebbene invincibile), i saggi posero una modesta maledizione su di lui: a causa di questo, Hanuman si dimenticò della sua superiorità, e se ne sarebbe ricordato solo quando altri gliene avessero parlato. È stato ipotizzato che senza la maledizione l'intero corso del Ramayana sarebbe stato differente, perché Hanuman dimostrò abilità fenomenali durante la guerra, nonostante la maledizione.

## Hanuman nella guerra del Ramayana
Il Sundara Kanda, il quinto libro del Ramayana, si concentra particolarmente sulle avventure di Hanuman.
Hanuman incontrò Rama mentre questi era in esilio, e con il fratello Lakshmana era alla ricerca di sua moglie Sita, rapita dal re rakshasa Ravana; la loro ricerca li aveva portati nelle vicinanze della montagna Rishyamukha, dove Sugriva, con i suoi seguaci e amici, si stava nascondendo da suo fratello maggiore Vali, il re vanara con il quale aveva avuto una grave incomprensione: rifiutandosi di ascoltare le ragioni di Sugriva, Vali lo aveva bandito dal regno, e aveva trattenuto sua moglie come prigioniera nel suo palazzo. Vedendo arrivare Rama e Lakshmana, Sugriva mandò Hanuman ad accertarsi delle loro identità. Hanuman avvicinò i due fratelli travestito da bramino; le sue prime parole furono così convincenti che Rama disse a Lakshmana che nessuno avrebbe potuto parlare in quel modo senza aver padroneggiato i Veda. Osservò anche che non c'erano difetti nel contegno, negli occhi, nella fronte, nelle sopracciglia o in alcuna parte del bramino; fece notare a Lakshmana che il suo accento era affascinante, e che ogni nemico con la spada sguainata si sarebbe commosso; elogiò a lungo Hanuman (travestito), dicendo che sicuramente la fortuna avrebbe atteso il re che inviava un emissario così perfetto. Quando Rama rivelò la sua identità, Hanuman gli si prostrò dinanzi e Rama lo abbracciò caldamente.
In seguito, la vita di Hanuman sarebbe stata inestricabilmente legata a quella di Ramachandra; Hanuman fu artefice di un'amicizia e alleanza tra Rama e Sugriva, e Rama aiutò Sugriva a riguadagnare il suo onore e lo fece re di Kishkindha (il regno dei vanara), e Sugriva con i suoi vanara aiutò Rama a sconfiggere Ravana e riabbracciare Sita, con Hanuman che giocherà un ruolo fondamentale nell'avventura.
Nella loro ricerca per Sita, un gruppo di vanara raggiunse le rive del mare del Sud; dinanzi al vasto oceano, cominciarono a lamentarsi di non poter superare l'ostacolo; anche Hanuman era preoccupato della possibilità che la sua missione fallisse, finché gli altri vanara, specialmente il saggio orso Jambavan cominciò a elogiarne le virtù. Hanuman allora si ricordò delle sue capacità, ingigantì il suo corpo e attraversò in volo l'oceano. Hanuman quindi giunse sull'isola di Lanka e trovò Sita; le rivelò la sua vera identità, rassicurandola e confortandola, ed elevò il suo spirito: le offrì di portarla da Rama sulla sua schiena, ma lei rifiutò, dicendo che sarebbe stato un insulto a Rama. Hanuman che porta il messaggio di Rama a Sita è accostato da alcuni studiosi ad un maestro divino che insegna ad un allievo di Dio.
Dopo l'incontro con Sita, Hanuman cominciò a distruggere tutto ciò che trovava sull'isola di Lanka; per fermarlo, Indrajit, figlio di Ravana, usò il brahmastra. Sebbene immune all'astra, Hanuman, per rispetto di Brahma, si fece catturare; portato al cospetto di Ravana, Hanuman colse l'opportunità per valutare la forza dell'esercito di Ravana: riferì il messaggio di avvertimento di Rama a Ravana, e chiese il ritorno di Sita, informandolo che in quel caso Rama l'avrebbe perdonato. Infuriato, Ravana ordinò che Hanuman fosse messo a morte, ma Vibhishana, fratello di Ravana, intervenne, facendo notare come fosse empio uccidere un messaggero. Ravana allora commutò la sentenza, ordinando che fosse dato fuoco alla sua coda; Hanuman prima li disorientò variando la lunghezza della sua coda, ma dopo averli frustrati un po', li lasciò fare, se ne andò con la coda in fiamme e bruciò gran parte dell'isola di Lanka sul suo cammino, prima di spegnere le fiamme nel mare e fare ritorno da Rama.

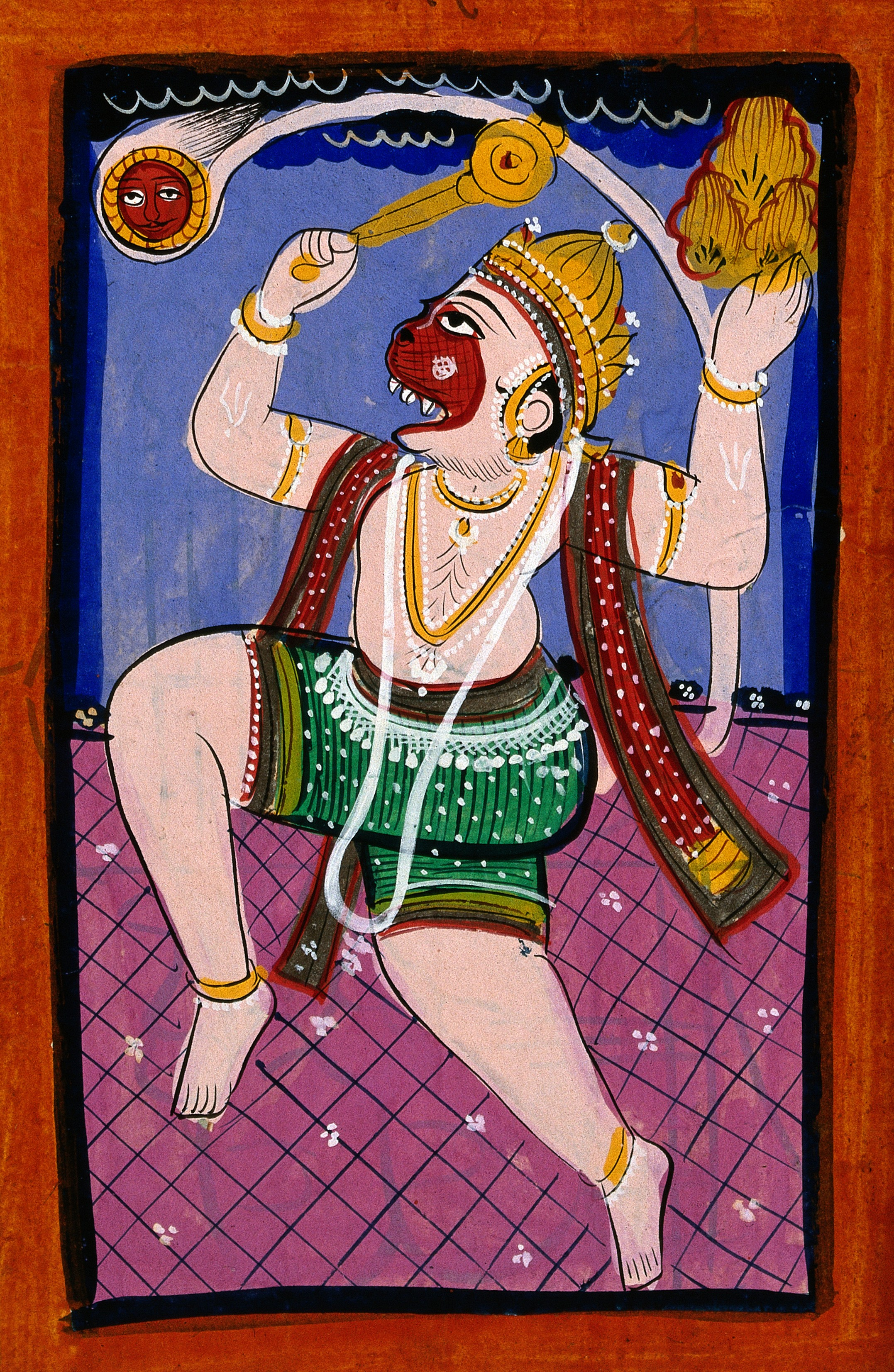
Affresco raffigurante una scena del Ramayana, in cui Hanuman solleva l'intera montagna Dronagiri per portare a Lanka le erbe in grado di curare le ferite di Lakshmana.

Durante la guerra, quando Lakshmana fu severamente ferito da Indrajit, Hanuman fu inviato a cogliere il sanjivani, una potente erba medicinale, per curarlo; Ravana comprese che se Lakshmana fosse morto Rama si sarebbe probabilmente arreso, e diede allo zio l'incarico di tentare Hanuman con i lussi. Hanuman uccise il rakshasa, ma non fu capace di trovare l'erba prima del tramonto, così sollevò l'intera montagna Dronagiri e la portò a Lanka, dove si fece aiutare da altri a cercare salvando Lakshmana; Rama lo abbracciò, dicendo che Hanuman gli era caro quanto il suo amato fratello Bharata.
In un'altra occasione durante la guerra, quella che lo spinse ad assumere la sua forma Panchamukha, Rama e Lakshmana furono catturati dal rakshasa Mahiravana (anche Ahiravana), un potente praticante di magia nera e arti oscure, e tenuti prigionieri nel suo palazzo nel Patalpuri o Patla (mondo degli Inferi); quando Hanuman raggiunse Patala per salvarli, trovò che i cancelli del Patala erano protetti da una creatura molto giovane detta Makardhwaja (o Makar Dhwaja o Magar Dhwaja), in parte pesce e in parte vanara. La storia della nascita di Makardhwaja è interessante; sebbene Hanuman sia rimasto celibe tutta la vita, Makadhwaja era suo figlio: quando Hanuman aveva spento la sua coda in fiamme nell'oceano, senza che lo sapesse una goccia del suo sudore vi era caduta dentro, e questa goccia era stata inghiottita da una pesciolina, che era rimasta incinta. Quando il pesce fu portato alle cucine di Mahiravana per essere cotto, questi si rese conto di essere di fronte a una creatura straordinaria, così lo crebbe e gli diede l'incarico di guardare le porte di Patalpuri. Hanuman era naturalmente inconsapevole di avere un figlio, e sebbene Makardhwaja sapesse che Hanuman era suo padre non lo riconobbe poiché non lo aveva mai visto; quando Hanuman gli si presentò egli voleva averne la benedizione, ma decise di combatterlo per attenersi al suo incarico di proteggere le porte di Patalpuri. Hanuman lo vinse e lo legò all'ingresso di Patalpuri, quindi proseguì per liberare Rama e Lakshmana.
Quando entrò nel Patala, Hanuman scoprì di dover spegnere cinque lampade insieme per uccidere Mahiravana; allora assunse la sua forma Panchamukha (Pancha - cinque, mukha - facce) con le facce di Shri Varaha, Shri Narasimha, Shri Garuḍa, Shri Hayagriva e la sua, Shri Hanuman, poi soffiò e spense tutte le lampade insieme. Dopo aver ucciso Mahiravana, Hanuman liberò Rama e Lakshmana e poi incoronò Makardhwaja nuovo re di Patalpuri.
Hanuman continuò a giocare un ruolo fondamentale per tutta la guerra.
Quando la guerra finì, i 14 anni di esilio di Rama erano quasi finiti. Rama allora si ricordò del voto di Bharata di suicidarsi se Rama non fosse tornato a regnare su Ayodhya alla fine dei 14 anni, e calcolando che per raggiungere Ayodhya avrebbe impiegato troppo tempo e sarebbe arrivato in ritardo, fu preso dall'ansia e dal timore: allora Hanuman volò ad Ayodhya e riferì a Bharata che Rama era sulla via del ritorno.
Poco dopo il suo ritorno a Ayodhya, Rama fu fatto re, e decise di ricompensare tutti coloro che lo avevano aiutato a sconfiggere Ravana; alla grande festa che organizzò a corte, tutti i suoi amici e alleati a turno salirono al trono e furono onorati. Anche Hanuman salì, ma senza alcuna intenzione di essere ricompensato: vedendo Hanuman venire a lui, Rama lo abbracciò e disse che non avrebbe mai potuto ricompensare adeguatamente Hanuman per l'aiuto da lui ricevuto. Sita, allora, insistette che fosse Hanuman a scegliere il suo dono: Hanuman chiese a Sita la collana di pietre preziose che aveva al collo, e dopo averla ricevuta cominciò a levare le pietre ad una ad una ed esaminarle. Sorpresi, i presenti chiesero a Hanuman perché stesse distruggendo il dono, e Hanuman replicò che si stava accertando che nelle pietre ci fossero Rama e Sita, perché altrimenti la collana non avrebbe avuto alcun valore per lui; qualcuno insinuò che il suo rispetto e amore per Rama e Sita non potesse essere così profondo, al che Hanuman si aprì il petto, e tutti furono sorpresi di vedere che Rama e Sita erano letteralmente nel suo cuore.

### Panchamukha Hanuman
Ogni faccia di Shri Panchamukha Hanuman ha un diverso significato:
- Shri Hanuman guarda a est; dona purezza di mente e successo.
- Shri Narasiṃha guarda a sud; dona vittoria e assenza di paura.
- Shri Garuḍa guarda a ovest; protegge dalla magia nera e dal veleno.
- Shri Varaha guarda a nord; dona prosperità e abbondanza.
- Shri Hayagriva guarda il cielo, ma poiché non sarebbe visibile, è generalmente rappresentata appena sopra quella di Hanuman; dona conoscenza e buona discendenza.

## Dopo la guerra del Ramayana
Dopo la vittoria, e dopo aver regnato per moltissimi anni, arrivò per Rama il tempo di ascendere alla sua dimora celeste; molti nella sua corte, compresi vanara come Sugriva, decisero di seguirlo; sorprendentemente, Hanuman chiese di rimanere sulla Terra fintanto che il nome di Rama fosse venerato. Sita esaudì il suo desiderio, e ordinò che la sua immagine fosse affissa in molti luoghi pubblici e di culto, così che egli potesse udire i devoti che intonavano il nome di Rama; Hanuman è perciò uno dei ciranjiva (immortali) dell'Induismo, e i devoti credono che Hanuman sia ancora vivo. Ad esempio nel Mahabharata, ambientato alcuni millenni dopo il Ramayana, compare più di una volta.

### Hanumad Ramayana
Si racconta che successivamente Hanuman andò sull'Himalaya per continuare a venerare Rama; lì scrisse la prima versione del Ramayaṇa usando le sue unghie, registrando ogni dettaglio delle avventure di Rama. Quando il saggio maharishi Valmiki andò a visitarlo per mostrargli la sua versione del Ramayana, vide la sua, e cadde in depressione; quando Hanuman gli chiese la causa della sua tristezza, egli spiegò che la sua versione non poteva reggere il paragone con quella di Hanuman, e nessuno avrebbe letto la sua opera che aveva scritto con tanta fatica. Udito ciò, Hanuman caricò Valmiki sulle spalle, andò sulla costa e gettò la sua versione nel mare, offrendola a Rama. Questa leggendaria versione viene detta Hanumad Ramayana e non ne esistono copie.
Valmiki fu così sconvolto dall'episodio che dichiarò che non gli sarebbe bastata un'altra vita per cantare la gloria di Hanuman, che nella sua versione era stata addirittura sminuita; si racconta che il santo Tulsidas che compose il Ramcharit Manas fosse in realtà il saggio Valmiki rinato per soddisfare questo suo desiderio.
Si dice anche che una tavola sia tornata a riva, durante l'epoca di Mahakavi Kalidasa, ed esposta in pubblico affinché gli studiosi la decifrassero; sembra che Kalidasa sia riuscito a tradurla e riconoscerla come frammento dello Hanumad Ramayana inciso da Hanuman stesso, e si disse fortunato di poter leggere anche solo un verso (o pada) della strofa.

## Hanuman nel Mahabharata
In un altro grande poema epico induista, il Mahabharata, Hanuman appare come una vecchia e debole scimmia, per vincere l'arroganza del suo fratello spirituale, il principe Bhima dei Pandava, ed insegnargli il valore dell'umiltà.
Più significativa la sua apparizione nella guerra di Kurukshetra: Hanuman promise che si sarebbe posto nell'effigie del carro di Arjuna, da cui avrebbe emesso versi spaventosi per terrorizzare i nemici; Hanuman ebbe perciò la fortuna di udire la Bhagavad Gita dalla bocca dello stesso Krishna. Molti devoti di Krishna conservano bandiere con l'effigie di Hanuman in segno di rispetto per la sua grande devozione.

## Presenza di Hanuman
Ci sono stati molti santi che hanno visto Hanuman in tempi moderni, ad esempio Tulsidas (XVI secolo), Samarth Ramdas (XVII secolo), e Raghavendra Swami (XVII secolo).
Altri hanno testimoniato la sua presenza ovunque si legga il Ramayana:

## Templi in onore di Hanuman

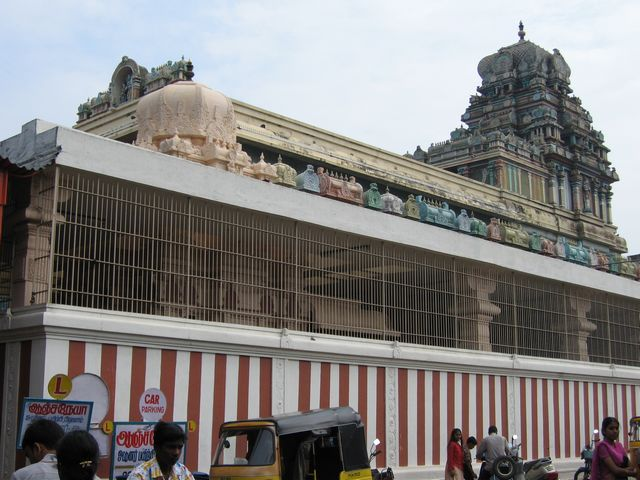
Tempio di Hanuman a Nanganallur, Chennai, India.

Ci sono molti templi in onore di Hanuman, e sue effigi sono generalmente presenti in ogni tempio in cui ci sono immagini degli avatar di Visnù.
I templi di Hanuman sorgono in molti luoghi perché si crede che la loro presenza liberi l'area circostante dai rakhshasa e gli altri demoni maligni; questo potere (varam) fu un dono di Rama e Sita. Si trovano inoltre statuette di Hanuman nelle strade poco illuminate perché si crede che proteggano le persone dagli incidenti.

## Shri Hanuman e Shri Shani
Nella cultura induista, Hanuman e Ganesha sono due aspetti della divinità liberi dall'influenza di Shani; c'è anche la credenza che tutti i pianeti siano al comando della coda di Hanuman. Nel Ramayaṇa, Hanuman liberò Shani, cioè il pianeta Saturno, dalle grinfie di Ravaṇa; per gratitudine Shani promise a Hanuman che coloro che lo avessero venerato sarebbero stati liberati dagli effetti malefici di Saturno, che secondo l'astrologia induista avrebbe simili influssi negativi sulla vita delle persone.
Un'altra versione dell'incontro tra Shri Hanuman e Shani Bhagavan racconta invece che il secondo sia salito sulle spalle del primo, a significare che Hanuman sarebbe caduto sotto gli influssi di Shani; al che, Hanuman ingigantì il suo corpo, e Shani rimase intrappolato tra le spalle di Hanuman e il soffitto. Quando il dolore divenne insostenibile, Shani implorò Hanuman di liberarlo, promettendo in cambio che avrebbe moderato i suoi effetti malefici su ogni persona che avesse pregato Shri Hanuman, e questi acconsentì.